# ديفيد نيكولز
ديفيد نيكولز (بالإنجليزية: David Nicholls) (و. 1966  م) هو كاتب سيناريو، وكاتب، وروائي بريطاني.وصاحب رواية يوم واحد (One Day)، التي حققت نجاحًا عالميًا وتم تحويلها إلى فيلم سينمائي. بالإضافة إلى فلم (One Day)، كتب نيكولز عدة روايات أخرى مثل Starter for Ten، The Understudy و Sweet Sorrow، التي أيضاً لاقت إعجابًا واسعًا من القراء والنقاد.

## التعليم
تعلم في جامعة برستل، والمدرسة المركزية للخطابة والدراما ‏.

## وصلات خارجية
- ديفيد نيكولز على موقع IMDb (الإنجليزية)
- ديفيد نيكولز على موقع ألو سيني (الفرنسية)
- ديفيد نيكولز على موقع أول موفي (الإنجليزية)
- ديفيد نيكولز على موقع قاعدة بيانات الأفلام السويدية (السويدية)
- ديفيد نيكولز على موقع قاعدة بيانات الفيلم (الإنجليزية)
- ديفيد نيكولز على موقع كينوبويسك (الروسية)